# Eleições legislativas portuguesas de 1858
As eleições legislativas portuguesas de 1858 foram realizadas no dia 2 de maio.

## Partidos
Os partidos que tiveram deputados eleitos foram os seguintes:
| Partido | Partido           |
| ------- | ----------------- |
|         | Partido Histórico |
|         | Cartistas         |
|         | Miguelistas       |

## Resultados
| ↓                 |                         |             |
| 138               | 22                      | 2           |
| Partido Histórico | Cartistas e Miguelistas | Miguelistas |

| Partido | Partido           | %            | +/-         | Deputados   | +/-         |
| ------- | ----------------- | ------------ | ----------- | ----------- | ----------- |
|         | Partido Histórico | 85,0 / 100,0 | 13          | 138 / 162   | 22          |
|         | Cartistas         | 15,0 / 100,0 | Novo        | 22 / 162    | Novo        |
|         | Miguelistas       | 15,0 / 100,0 | Novo        | 2 / 162     | 3           |
| Fonte   | Fonte             | [ 1 ] [ 2 ]  | [ 1 ] [ 2 ] | [ 1 ] [ 2 ] | [ 1 ] [ 2 ] |

### Gráfico
| Gráfico dos resultados  | Gráfico dos resultados  | Gráfico dos resultados | Gráfico dos resultados | Gráfico dos resultados |
| ----------------------- | ----------------------- | ---------------------- | ---------------------- | ---------------------- |
|                         |                         |                        |                        |                        |
| Partido Histórico       | Partido Histórico       |                        | 85%                    | 85%                    |
| Cartistas e Miguelistas | Cartistas e Miguelistas |                        | 15%                    | 15%                    |